# Destination Unknown
Destination Unknown är andra singelskivan från albumet Good Day av Nilla Nielsen, utgiven den 18 november 2016.  
Destination Unknown är en sann historia om vilda äventyr med sin bästa vän. Singeln har spelats flitigt i Sveriges Radio P4  
Nilla Nielsen är en singer/songwriter, som inspirerats av t.ex. U2, Jimi Hendrix, Alanis Morissette, Bob Dylan och Tracy Chapman.

## Låtlista
1. Destination Unknown - (Nilla Nielsen)

## Musiker
- Nilla Nielsen - Sång & munspel
- Bengt Johnson - Trummor
- Niklas Ekelund - Elgitarr, mandolin & akustisk gitarr
- Erik Urban - Bas
- Tomas Pettersson - Hammondorgel

## Fotnoter
1. ↑  ”Riveting Riffs recension av Good Day”, Riveting Riffs januari 2017
2. ↑  ”Olle Berggrens (Kvällsposten) recension av Good Day”, Olle Berggren november 2016
3. ↑  ”Destination Unknown på Sveriges Radio P4”, Sveriges Radio P4 mars 2017